# Aldeia Velha (Sabugal)
Aldeia Velha ist eine Gemeinde (Freguesia) im portugiesischen Kreis Sabugal. In ihr leben 413 Einwohner (Stand 19. April 2021).